# Municipio de Third River
El municipio de Third River (en inglés: Third River Township) es un municipio ubicado en el condado de Itasca en el estado estadounidense de Minnesota. En el año 2010 tenía una población de 50 habitantes y una densidad poblacional de 0,53 personas por km².

## Geografía
El municipio de Third River se encuentra ubicado en las coordenadas 47°37′49″N 94°21′9″O / 47.63028, -94.35250. Según la Oficina del Censo de los Estados Unidos, el municipio tiene una superficie total de 94.14 km², de la cual 90,93 km² corresponden a tierra firme y (3,41 %) 3,21 km² es agua.

## Demografía
Según el censo de 2010, había 50 personas residiendo en el municipio de Third River. La densidad de población era de 0,53 hab./km². De los 50 habitantes, el municipio de Third River estaba compuesto por el 86 % blancos, el 8 % eran amerindios y el 6 % eran de una mezcla de razas. Del total de la población el 0 % eran hispanos o latinos de cualquier raza.